# Max Dreblow
Max Dreblow (ur. 1869 w Gryfinie, zm. 6 lutego 1927 w Szczecinie) – niemiecki fotografik.
Szkołę ukończył w Gryfinie, potem przeniósł się do Szczecina. Od 1898 prowadził sklep kolonialny pod adresem Giesebrechtstrasse 12 a mieszkał w skromnym mieszkaniu przy Löwestrasse 13.  W 1903 wynajął mieszkanie pod adresem Bollwerk 11 i otworzył zakład fotograficzny: "Photographische Postkarten von Schiffen - Specialität: Coloriete Schiff-Photographen" (Pocztówki ze statkami - specjalność kolorowe zdjęcia statków). Od 1909 działał pod adresem Bollwerk 2. Był fotografem zawodowym (jedynym w Szczecinie). Był reporterem „Ostsee Zeitung” i fotografem prasowym (od 1924). Fotografował przede wszystkim port i statki a także architekturę, pomniki oraz wydarzenia bieżące. Swoje  zdjęcia wydawał jako karty pocztowe.